# 卡叙埃茹勒
卡叙埃茹勒（法語：Cassuéjouls，法語發音：[kasɥeʒul]）是法国阿韦龙省的一个市镇，属于罗德兹区。

## 地理
卡叙茹勒（44°43'35"N, 2°49'3"E）面积10.35 平方千米，位于法国奧克西塔尼大區阿韦龙省，该省份为法国南部内陆省份，位于法國中央高原南部，北起顺时针与康塔爾省、洛泽尔省、加尔省、埃罗省、塔恩省、塔恩-加龙省和洛特省接壤。
与卡叙茹勒接壤的市镇（或旧市镇、城区）包括：于帕尔拉克、拉约勒、苏拉日博讷瓦勒、阿尔让斯和欧布拉克。
卡叙茹勒的时区为UTC+01:00、UTC+02:00（夏令时）。

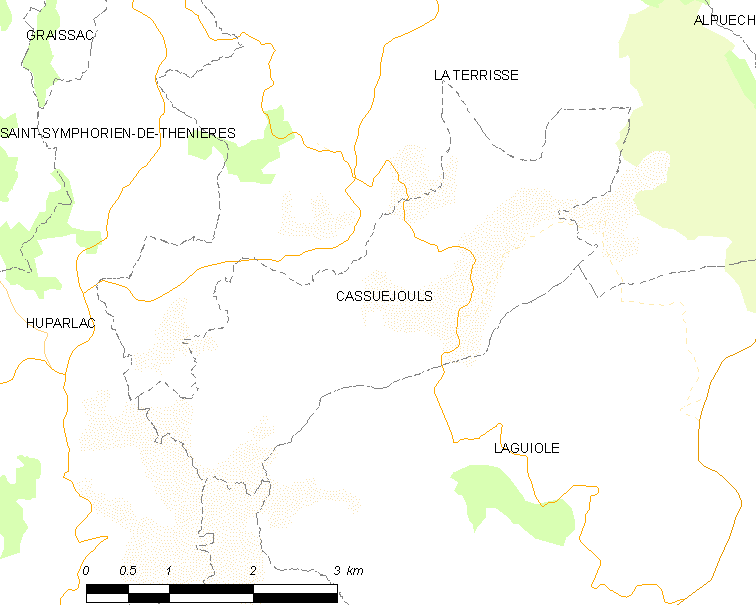
卡叙茹勒的OSM定位图

## 行政
卡叙茹勒的邮政编码为12210，INSEE市镇编码为12058。

## 政治
卡叙茹勒所属的省级选区为欧布拉克-卡尔拉代斯县。

## 人口

1962-2008年间卡叙茹勒人口变化图示

卡叙茹勒于2022年1月1日时的人口数量为106人。